# Махалото на Фуко
Тази статия е за романа. За експеримента вижте Махало на Фуко.
Махалото на Фуко (на италиански: Il pendolo di Foucault) е роман от италианския писател и философ Умберто Еко, публикуван през 1988 г. Романът е сатира на обществените нрави в наши дни, осмиваща увлеченията по езотерични феномени като Кабала, алхимия и теории на конспирацията. Името на книгата произлиза от махалото, измислено от френския физик Леон Фуко, да демонстрира въртенето на Земята.